# Венера и Купидон (Лотто)
«Венера и Купидон» (итал. Venere e Cupido) — картина Лоренцо Лотто, итальянского художника, датируемая 1540-ми годами (хотя возможно она была создана в 1520-е годы). Ныне работа хранится в собрании Метрополитен-музея.
Картина была свадебным подарком для пары из Бергамо или Венеции. Такие полотна основывались на классической традиции свадебной поэзии.

## Описание
Венера, лежащая на земле и опирающаяся локтем на синюю ткань, рядом с ней находится её сын Купидон, стоящий с луком и колчаном. Он мочится на неё через лавровый венок, который Венера держит за ленту и под которым подвешена дымящаяся курильница. Это мочеиспускание служит символическим актом, смысл которого заключается в том, чтобы принести плодородие, но для современного зрителя оно выглядит комическим действием.
Красная ткань, занимающая большую часть заднего фона, привязана к стволу дерева, по которому также вьётся плющ. Вокруг Венеры и Купидона разбросаны предметы, представляющие собой аллегории: брака (венок из мирта), женственности (роза, ракушка, лепестки розы), вечной любви (плющ). Головной убор Венеры, с тиарой, вуалью и серьгой, традиционен для венецианских невест XVI века. Подвеска-серьга с жемчужиной служит символом чистоты.
Картина «Венера и Купидон» служит личным вкладом Лотто в формирующуюся венецианскую традицию изображения обнажённой натуры, начатую «Спящей Венерой» Джорджоне и Тицианом. Богиня не выказывает никакого стеснения от своей наготы и смотрит зрителю прямо в глаза. Перед ней находятся палка и змея. Богиня, кажется, благословляет супружескую пару, желая им плодородия и оберегая их от скрытых опасностей, таких как змея.

## История
Эта картина не была зарегистрирована до того времени, пока её изображение не было опубликовано в «Каталоге картин Средневековья и Возрождения» Саломоном Рейнахом в 1918 году. В 1986 году «Венера и Купидон» была приобретена Метрополитен-музеем. Перед покупкой картина была очищена в Метрополитен-музее, в частности от её перекраски (на месте головного убора Венеры, драпировки на её правом бедре и венка, который держит Купидон).